# 梅鍾澍
梅鍾澍，字霖生，湖南寧鄉人。清朝官員。

## 生平
道光十八年（1838年）戊戌科進士。選翰林院庶吉士，散館後，改任禮部主事。有《梅氏遺書》。梅鍾澍去世後，同榜進士曾國藩曾爲其撰寫挽聯。